# Chevannes (Yonne)
Chevannes è un comune francese di 2 347 abitanti situato nel dipartimento della Yonne nella regione della Borgogna-Franca Contea.

## Società

### Evoluzione demografica
Abitanti censiti